# Élections locales écossaises de 2003 à City of Edinburgh
Pour un article plus général, voir Élections locales écossaises de 2003.

Les élections locales écossaises de 2003 à City of Edinburgh se sont tenues le 1er mai 2003.

## Composition du conseil
Majorité absolue : 30 sièges
| Parti               | Sièges  |
| ------------------- | ------- |
| Travailliste        | 30 / 58 |
| Libéraux-démocrates | 15 / 58 |
| Conservateur        | 13 / 58 |